# Uri Carsenty
Uri Carsenty, né en 1949 est un planétologue israélien. 

## Biographie
Uri Carsenty a travaillé au Centre allemand pour l'aéronautique et l'astronautique (DLR) à Berlin-Adlerhof. Il y a travaillé sur le développement des caméras et de l'électronique pour les missions spatiales d'exploration planétaire. Il a été le cerveau et le cœur derrière l'organisation de l'ACM 2002.  
Uri Carsenty est le codécouvreur de la comète périodique 308P/Lagerkvist-Carsenty.
L'astéroïde (13333) Carsenty est nommé d'après lui.